# Planorbidae
Famille
Les Planorbidae, aussi appelés planorbes sont une famille de mollusques gastéropodes à coquille discoïde plate, faisant partie des escargots d'eau. Ils possèdent des poumons.
Comme la plupart des escargots d'eau douce, ils peuvent abriter une partie du cycle de plusieurs parasites, mais jouent un rôle important dans le réseau trophique des eaux douces : l'œuf, la larve ou l'adulte servent de nourriture à de nombreux oiseaux d'eau douce, mais peuvent aussi être mangés en Afrique par des larves de salamandres, ou des crabes d'eau douce et de nombreux poissons malacophages (47 espèces rien que dans le lac Victoria). Poll a aussi signalé en Amérique du Nord, des Haplochromis malacophages, l'estomac parfois rempli de planorbes.

## Description

### Morphologie
Le corps des planorbes peut être de couleur noire ou rouge, qui est en fait la couleur de leur sang. Leur coquille peut être marron, bleue, ou rose en aquariophilie.

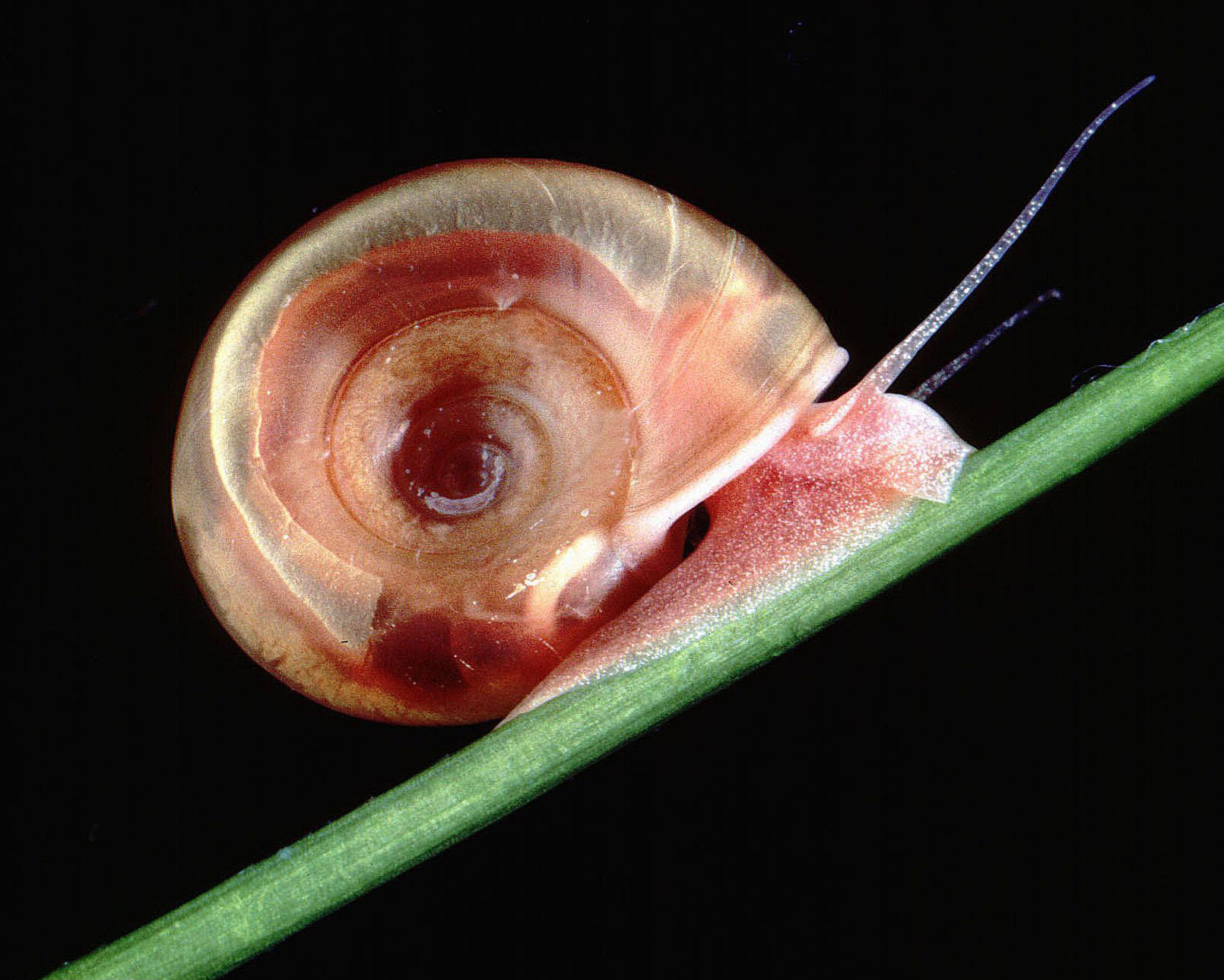
Planorbella duryi dont le corps est rouge et la coquille marron.

### Dimensions
Certaines espèces de planorbes peuvent mesurer jusqu'à 6 cm, mais la plupart ne dépassent pas les 2 cm.

## Liste des sous-familles et des genres
Selon Fauna Europaea (20 févr. 2015) :
- sous-famille Bulininae
  - Bulinus
  - Ferrissia
  - Helisoma
  - Menetus
  - Planorbarius
  - Planorbella
- sous-famille Planorbinae
  - Ancylus
  - Anisus
  - Bathyomphalus
  - Gyraulus
  - Hippeutis
  - Planorbis
  - Segmentina
- genres non classés :
  - Biomphalaria
  - Hebetancylus

## Liste des genres
Selon ITIS (20 févr. 2015) :
- Amphigyra Pilsbry, 1906
- Armiger Hartmann, 1840
- Biomphalaria Preston, 1910
- Bulinus O.F. Müller, 1781
- Drepanotrema Crosse et P. Fischer, 1880
- Gyraulus Agassiz, 1837
- Helisoma Swainson, 1840
- Menetus H. Adams et A. Adams, 1855
- Neoplanorbis Pilsbry, 1906
- Pecosorbis Taylor, 1985
- Planorbella Haldeman, 1842
- Planorbis O.F. Müller, 1774
- Planorbula Haldeman, 1842
- Promenetus F. C. Baker, 1935
- Vorticifex Meek, 1870